# La scuola degli animali magici
La scuola degli animali magici (Die Schule der magischen Tiere) è un film del 2021 diretto da Gregor Schnitzler.

## Trama
Ida è una ragazzina che si è trasferita da poco in una nuova città e si iscrive in una nuova scuola, la Winterstein School, dove fatica a socializzare. Si avvicinerà così ad un suo compagno di classe, Benni, anche lui escluso. La fortuna vuole che sia lei che Benni ricevano per primi in dono dai loro insegnanti due animali "magici". È così che inizia la loro avventura...

## Distribuzione
Il film è stato distribuito nelle sale cinematografiche italiane a partire dal 28 aprile 2022.